# Доктор Людвик Заменхоф (улица във Варна)
„Д-р Людвик Заменхоф“ е улица във Варна, намираща се в идеалния център на града, район Одесос.
Тя е пряка връзка между центъра на Варна и железопътната гара. Започва от площад „Независимост“ и стига до ул. „Цариброд“. Успоредна е на ул. "Цар Симеон I".
Наречена е на Людвик Заменхоф – полски офталмолог и създател на международния език Есперанто.

## История
Старото име на улицата е „Одеса“.

## Забележителности
Интересна особеност на улицата е, че е единствената улица във Варна, която преминава под сграда - сградата на ДЗИ - Главна агенция Варна.

## Обекти
Западна страна
- Областно управление „ПБЗН“

Източна страна
- Приемна на Нов български университет
- ДЗИ, Главна агенция Варна
- Руски морски корабен регистър
- Музей на Възраждането